# Quillota
Quillota este un oraș și comună din provincia Quillota, regiunea Valparaíso, Chile, cu o populație de 85.262 locuitori (2012) și o suprafață de 302 km2.